# Люсе, Симен
Симен Люсе (норв. Simen Ulstad Lyse; род. 1 февраля 2000, Тронхейм) — норвежский гандболист, выступает за гандбольный клуб «Кольстад» и сборную Норвегии по гандболу. Участник летних Олимпийских игр 2024 года.

## Карьера

### Клубная
Симен Люсе в возрасте восемнадцати лет присоединился к норвежскому гандбольному клубу «Шарлоттенлунд». В 2020 году он стал игроком другого норвежского клуба «Кольстад». Вместе с этой командой выиграл чемпионат Норвегии в 2023 году. В декабре 2023 года был признан игроком месяца норвежской лиги.

### Международная карьера в сборной
В составе сборной Норвегии Люсе дебютировал в ноябре 2023 года в матче против Нидерландов.
Был приглашён в состав участников чемпионата Европы 2024 года от сборной Норвегии. Вместе со сборной занял итоговое 9-е место.
В августе 2024 года был включён в состав Норвегии на Олимпийский турнир по гандболу. Сборная Норвегии уступила в четвертьфинале сборной Словении 28:33 и игроки сборной завершили участие в турнире.
В начале 2025 года принял участие в матчах чемпионата мира. На этом турнире сборная Норвегии стала 10-й.